# Sohlgefälle
Das Sohlgefälle ist das Gefälle der Gewässer- oder Talsohlen entlang des gesamten Fließgewässerverlaufs oder eines Teilabschnitts. 
Es wird berechnet, indem die Höhendifferenz von Quelle und Mündung bzw. von Anfang und Ende des Abschnitts durch die Länge des Flusslaufs bzw. Flussabschnitts dividiert wird. Üblicherweise wird der Wert in Promille bzw. in Meter pro Kilometer angegeben. Werte liegen zwischen 0,1 ‰ für ausgesprochene Tieflandsflüsse und 10 ‰ für ausgesprochene Gebirgsflüsse.
{\displaystyle {\mathsf {{\text{Sohlgefälle}}={\frac {{\text{Quellhöhe}}-{\text{Mündungshöhe}}}{\text{Flusslauflänge}}}\cdot 1000\,}}}‰

## Beispiele
| Fluss             | Sohl- gefälle | Bemerkung                 |
| ----------------- | ------------- | ------------------------- |
| Detroit River     | 0,02 ‰        | 2)                        |
| St. Clair River   | 0,02 ‰        | 2)                        |
| Newa              | 0,05 ‰        | 1) Entwässerung Ladogasee |
| Wolga             | 0,07 ‰        | flachstes Flusssystem     |
| Dnepr             | 0,10 ‰        |                           |
| Don               | 0,10 ‰        |                           |
| Mississippi River | 0,12 ‰        | 1)                        |
| Ouse              | 0,13 ‰        | 1)                        |
| Havel             | 0,13 ‰        | 3)                        |
| Ganges            | 0,18 ‰        | 1)                        |
| Donau ohne Breg   | 0,24 ‰        | 1)                        |
| Peene             | 0,25 ‰        |                           |

| Fluss          | Sohl- gefälle | Bemerkung                  |
| -------------- | ------------- | -------------------------- |
| Kongo          | 0,34 ‰        | zweitwasserreichster Fluss |
| Breg und Donau | 0,38 ‰        | gesamtes Flusssystem       |
| Nil            | 0,41 ‰        |                            |
| Okavango       | 0,49 ‰        | Fluss ohne Mündung         |
| Orinoco        | 0,52 ‰        | drittwasserreichster Fluss |
| Oder           | 0,73 ‰        |                            |
| Amazonas       | 0,74 ‰        | wasserreichster Fluss      |
| Mekong         | 1,2 ‰         |                            |
| Elbe           | 1,3 ‰         |                            |
| Niagara River  | 1,7 ‰         | 2)                         |
| Rhein          | 1,9 ‰         |                            |
| Brahmaputra    | 1,9 ‰         | 3)                         |

| Fluss       | Sohl- gefälle | Bemerkung                                                            |
| ----------- | ------------- | -------------------------------------------------------------------- |
| Inn         | 4,4 ‰         | 3)                                                                   |
| Lech        | 5,7 ‰         | 3)                                                                   |
| Breg        | 8,8 ‰         | 3)                                                                   |
| Lütschine   | 8,9 ‰         | 3)                                                                   |
| Sanna       | 13 ‰          | 2) gebildet aus Risanna und Tri- sanna, zum Inn; Gebirgsfluss, Tirol |
| Saalach     | 15 ‰          | 3) Tirol                                                             |
| Bhagirathi  | 17 ‰          | 3)                                                                   |
| Rodl        | 17 ‰          | 3) im Mühlviertel zur Donau                                          |
| Alaknanda   | 17 ‰          | 3)                                                                   |
| Trisanna    | 22 ‰          | 3) Hochgebirge, Tirol                                                |
| Río Chicama | 25 ‰          | Küstengebirgsfluss                                                   |
| Rosanna     | 41 ‰          | 3) Hochgebirge, Tirol                                                |

| Fluss                  | Sohl- gefälle | Bemerkung                   |
| ---------------------- | ------------- | --------------------------- |
| Río Kerepa- cupai Merú | ≈115 ‰        | 3) 4) Tafelberge Venezuelas |
| Bøsdalaá               | ≈600 ‰        | 1) 5) Färöer                |

1) Unterlauf eines Flusssystems durch dedizierte Namen einzelner Flussbereiche

2) Mittellauf eines Flusssystems durch dedizierte Namen einzelner Flussbereiche

3) Dedizierter Name eines Oberlauf eines Flusses durch Zusammenfluss mit einem Hauptfluss

4) Ein 9,2 km lange Zufluss (gemessen mit Google Maps) des Río Churun.
 Quellhöhe ca. 1570 m, Mündungshöhe ca. 510 m,
 Von den 1060 m Höhendifferenz entfallen 980 m auf den Salto Ángel.
 Das gesamte Flusssystem umfasst den Río Kerepacupai Merú, den Río Churun (31,5 km), den
 Río Carrao (63 km), den Río Caroní (aufgestaut, ca. 275 km) und schlussendlich den Orinoco (ca. 250 km).
 Das gesamte System hat damit ein Sohlgefälle von 2,5 ‰.

5) Entwässerung des Sørvágsvatn über den etwa 50 m langen Bach/Wasserfall Bøsdalaá/Bøsdalafossur.
 Das gesamte System hat ein Sohlgefälle von etwa 40 ‰
 (430 m auf 11 km, davon entfallen 6 km auf den See).
Auch bei Aquädukten, beim Bau von Abwasser- oder Bewässerungskanälen und bei Triebwasserführungen ist ein bestimmtes Sohlgefälle notwendig, um einen ausreichenden Volumenstrom zu gewährleisten.